# 小池正勝
小池 正勝（こいけ まさかつ、1952年〈昭和27年〉1月17日 - ）は、日本の政治家。参議院議員（1期）、新党改革政審会長、徳島県徳島市長（3期）を務めた。

## 概要
東京都板橋区生まれ。東京都立竹早高等学校、東京大学法学部卒業。1975年、建設省に入省。1984年より徳島市役所へ出向し、徳島市開発部長に就任。1988年、徳島市助役に就任。
1993年、徳島市長選挙に無所属で出馬し、初当選を果たした。当時、県庁所在地では最年少の市長であった。1997年、2001年の徳島市長選でも再選。
1998年、徳島市職員互助会背任事件が発覚、徳島市労働組合の市職員組合元書記長で部落解放同盟会長の息子であった井上直樹や市職員組合元委員長で天水連連長の山田実らから脅迫や恫喝・暴力を受け、市政への不法介入をされていた事実が公判で明らかになった。小池は市政の混乱の責任として減給十分の五、三ヶ月を受けた。
2004年、徳島市長を辞職。第20回参議院議員通常選挙に自由民主党公認で徳島県選挙区から出馬し、当選した。2007年、第1次安倍改造内閣で外務大臣政務官に任命され、福田康夫内閣においても再任された。
2010年、自民党徳島県連が実施した第22回参議院議員通常選挙の徳島県選挙区の公認候補の選定をめぐり、自民党に離党届を提出。改革クラブに合流し、新党改革の結党に参加。舛添要一代表の下、新党改革政審会長に起用された。同年7月、第22回参議院議員通常選挙に徳島県選挙区から新党改革公認で出馬したが、落選した。